# Focalor

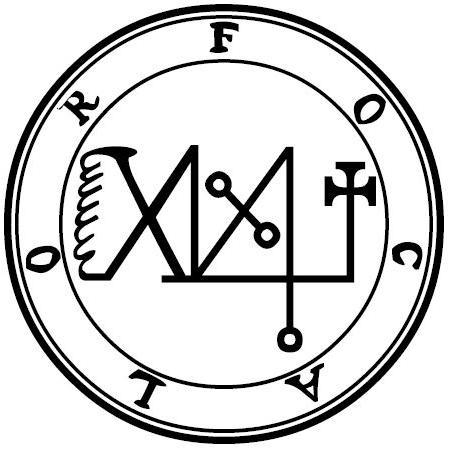
Sello de Focalor

Focalor (también conocido como Forcalor o Furcalor) es un poderoso Gran Duque del Infierno, comanda tres o treinta legiones de espíritus (el número de legiones difiere entre los autores). Focalor es mencionado en La llave menor de Salomón como el 41.º de los 72 demonios. De acuerdo al grimorio: Focalor aparece en la forma de un hombre con alas de grifo, mata hombres ahogándolos y derrota a los barcos de guerra, pero si es comandado por un conjurador él no dañará a ningún hombre o cosa. Focalor tiene el poder sobre el viento y el mar,  produce temblores de tierra; se esperaba que regresaría al cielo después de mil años, pero fue engañado en su esperanza.
Uno de los nombres de los tres archidemonios Lucífago Rofacale, es un anagrama de Focalor, lo que señala una posible relación intelectual entre ambos.

### En la literatura
Focalor es mencionado en la novela de Umberto Eco; El Nombre de la Rosa.
Aparece como personaje en varias novelas y cuentos, entre ellos Black Night de Christina Henry, la trilogía de Horned One de James E Wisher, Redemption: The First Forgiveness de Arin Simmons, Del otro lado del interrogatorio de Ariel Cambronero, Una belleza convulsa de José Manuel Fajardo y en las novelas de Gilbert Sorrentino.

### En videojuegos
En el videojuego Genshin Impact, existe un personaje de la trama llamado Foçalors, la "Diosa de la Justicia", cuyo nombre hace referencia a Focalor.